# Управління основними даними
Управління основними даними, управління майстер-даними (англ. master data management, MDM) — сукупність процесів та інструментів для постійного визначення і управління основними даними компанії (у тому числі довідковими). Можна зустріти й іншу назву — управління довідковими даними (англ. reference data management, RDM).
Майстер-дані — це дані з найважливішою для ведення бізнесу інформацією: про клієнтів, продукти, послуги, персонал, технології, матеріалах і так далі. Вони відносно рідко змінюються і не є транзакційними.
Мета управління основними даними — впевнитися у відсутності неповних, суперечливих даних чи їх дублів в різних областях діяльності організації. Приклад неякісного управління основними даними — це робота банку з клієнтом, який вже використовує кредитний продукт, проте як і раніше отримує пропозиції взяти такий кредит. Причина неправильної поведінки — відсутність актуальних даних про клієнта у відділі по роботі з клієнтами.
Підходом до управління основними даними передбачаються такі процеси як збір, накопичення, очищення даних, їх порівняння, консолідація, перевірка якості і поширення даних в організації, забезпечення їх подальшої погодженості і контроль використання в різних операційних і аналітичних програмах.
Подібні методи контролю за даними і пристроями, широко використовуються у корпоративному секторі, для організації можливості використання користувачами - власних пристроїв для роботи у корпоративному середовищі, або для швидкого "розгортання" великої кількості нових пристроїв з дотриманням необхідних стандартів інформаційної безпеки.